# Karaganur, Muddebihal
Karaganur là một làng thuộc tehsil Muddebihal, huyện Bijapur, bang Karnataka, Ấn Độ.